# Preboarding
Preboarding (dt. Mitarbeiterbindung vor dem ersten Arbeitstag) bezeichnet die Phase zwischen der Unterzeichnung des Arbeitsvertrags und dem ersten Arbeitstag neuer Mitarbeitender. Ziel des Preboardings ist es, eine frühzeitige emotionale Bindung zum Unternehmen aufzubauen, Unsicherheiten zu reduzieren und einen erfolgreichen Einstieg in die neue Arbeitsumgebung vorzubereiten. Als Teil eines umfassenden Onboarding-Prozesses gewinnt die Mitarbeiterbindung vor dem ersten Arbeitstag insbesondere in Zeiten hybrider Arbeitsmodelle und zunehmenden Fachkräftemangels an Bedeutung. Im Englischen wird der Begriff nicht in gleicher Weise verwendet, es handelt sich um einen falschen Anglizismus.

## Ziel und Nutzen
Die Preboarding-Phase bietet Organisationen die Möglichkeit, neue Mitarbeitende bereits vor Arbeitsbeginn positiv zu beeinflussen. Studien zeigen, dass bis zu 30 Prozent der Kündigungen noch vor dem ersten Arbeitstag erfolgen. Ursachen sind häufig mangelnde Kommunikation, unrealistische Erwartungen oder ein fehlendes Zugehörigkeitsgefühl.
Ein gut gestaltetes Preboarding kann:
- die Fluktuation verringern,
- Vertrauen und psychologische Sicherheit schaffen,
- Informationsdefizite abbauen,
- die Unternehmenskultur erlebbar machen,
- und die Zeit bis zum ersten Arbeitstag effektiv überbrücken.

## Maßnahmen im Preboarding
Typische Maßnahmen umfassen:
- Frühe Kontaktaufnahme: Willkommens-E-Mails, Anrufe durch die Führungskraft oder Einladung zu informellen Treffen mit Kolleginnen und Kollegen.
- Digitale Tools: Onboarding-Plattformen, Apps oder interne Wikis vermitteln erste Einblicke in Werte, Abläufe und Strukturen.
- Willkommenspakete: Kleine Geschenke oder Informationsmaterialien signalisieren Wertschätzung.
- Buddy-Programme: Eine erfahrene Ansprechperson steht neuen Mitarbeitenden für Fragen zur Seite.

## Bedeutung psychologischer Sicherheit
Das Konzept der 'psychologischen Sicherheit, geprägt durch Amy C. Edmondson (1999), beschreibt ein Arbeitsumfeld, in dem Mitarbeitende ohne Angst vor negativen Konsequenzen Fragen stellen, Risiken eingehen und Fehler zugeben können. Im Preboarding und Onboarding ist dies entscheidend, um Lernprozesse zu ermöglichen und Vertrauen aufzubauen.

## Abgrenzung zum Onboarding
Während das Onboarding mit dem ersten Arbeitstag beginnt und die strukturierte Einarbeitung, soziale Integration und Leistungsentwicklung umfasst, zielt das Preboarding auf den Zeitraum davor. Beide Phasen sind komplementär zu verstehen und bilden gemeinsam eine strategische Einheit zur erfolgreichen Integration neuer Mitarbeitender.

## Herausforderungen
In vielen Organisationen fehlt ein systematisches Preboarding, da sich Personalabteilungen häufig auf die Rekrutierung neuer Mitarbeitender konzentrieren. Weitere Herausforderungen sind:
- unklare Zuständigkeiten zwischen HR und Fachabteilungen,
- mangelnde Transparenz über Aufgabeninhalte,
- Diskrepanzen zwischen Selbst- und Fremdbild der zu besetzenden Rolle.